# نیل گریستون (بازیکن فوتبال)
نیل گریستون (انگلیسی: Neil Grayston؛ زادهٔ ۲۵ نوامبر ۱۹۷۵) بازیکن فوتبال اهل بریتانیا است.
از باشگاه‌هایی که در آن بازی کرده‌است می‌توان به باشگاه فوتبال برافورد پارک آونیو، باشگاه فوتبال آلفرتون تاون، باشگاه فوتبال ساوتپورت، باشگاه فوتبال برادفورد سیتی، باشگاه فوتبال گایزلی، و باشگاه فوتبال درویلزدن اشاره کرد.